# Site web personnel
Un site web personnel est un type de site web rédigé, conçu, et mis en ligne par une personne en particulier.
Les sites personnels peuvent prendre de différentes formes, allant de la simple page web, à un ensemble de pages structurées pour former un site entier, avec éventuellement une base de données.
Les sites personnels sont souvent réalisés dans une démarche amateur, comme un loisir, pour s'y présenter (notamment avec un CV) et présenter sa famille et ses amis, parler de ses passions, exprimer ses opinions, partager son album photo, montrer son travail artistique. Cependant, ils peuvent aussi servir de vecteurs de promotion pour leur auteur, ou poursuivre un but commercial : c'est ainsi que le site d'enchères en ligne eBay a débuté, comme un test lancé par Pierre Omidyar, qu'il hébergeait avec une page personnelle à propos du virus ebola.
Les sites personnels sont souvent hébergés à titre gratuit par des acteurs privés (comme Chez.com ou anciennement GeoCities, Multimania (ces derniers ont disparu), …) ou les fournisseurs d'accès à Internet qui mettaient souvent quelques mégaoctets ou gigaoctets à disposition de leurs clients (la plupart des FAI ont arrêté leurs services) ; ou publics tels que les universités ou les laboratoires de recherche pour leurs étudiants, leurs professeurs et leurs chercheurs. Un site personnel peut aussi être hébergé par son auteur lui-même, avec un ordinateur assigné à la tâche de serveur et connecté en permanence au réseau.
Un site personnel peut être intégré au sein d'un nom de domaine plus large, ou plus rarement posséder un nom de domaine propre (qui peut n'être qu'une simple redirection).
Il peut y avoir de la publicité sur les pages d'un site personnel, notamment imposée par les hébergeurs gratuits dont c'est souvent le modèle économique, ou pour couvrir les frais d'hébergement et, le cas échéant, d'enregistrement du nom de domaine.
Plus récemment, les sites personnels ont évolué sous la forme du blog, structuré comme un journal rassemblant des billets datés et classés par ordre chronologique, avec des outils de gestion et de mise à jour plus conviviaux ; puis du réseautage social (social networking).
La conception se fait souvent au moyen de solutions simples, par exemple des éditeurs HTML de type WYSIWYG et des modèles préconçus, des moteurs de blogs, ou les interfaces web mises en place par les hébergeurs de blogs et les sites de réseautage social.
L'auteur d'un site personnel peut choisir de garder l'anonymat, utilisant alors un pseudonyme et éventuellement un avatar, ou révéler sa véritable identité.
Les auteurs de sites personnels sont souvent peu ou pas connus, mais certaines célébrités en ont également un, auquel cas le site est dit officiel, pour éviter la confusion avec les sites de fans, sur lesquels la personne concernée n'a aucun contrôle. Cependant, de tels sites sont souvent maintenus par des professionnels du Web et du marketing, employés par la célébrité elle-même ou son agent. Ils contiennent souvent du matériel promotionnel et servent à diffuser des communiqués de presse.